# Mina La Braña'l Río

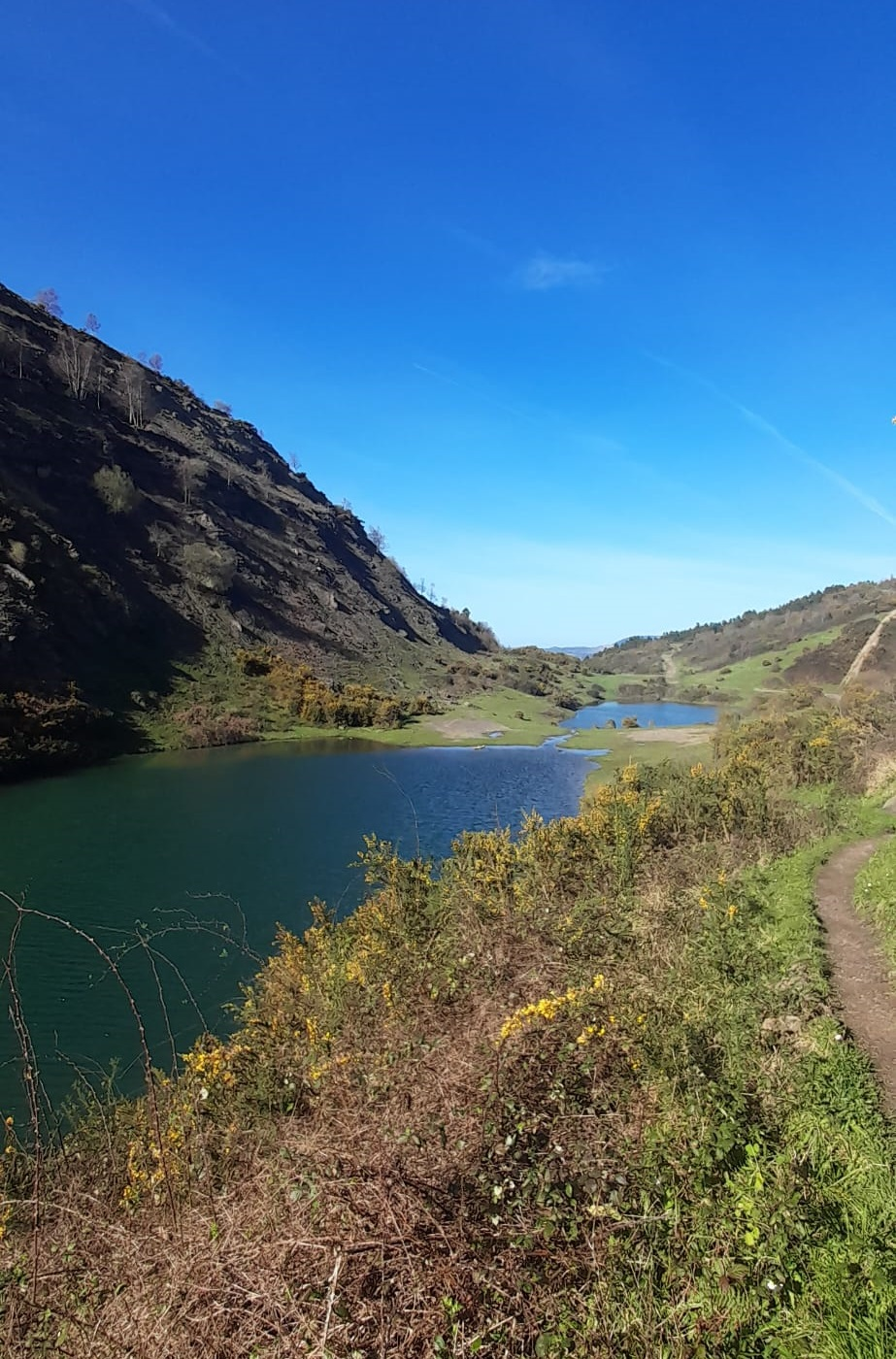
Lagos en la antigua explotación de La Braña

La Mina de La Braña'l Río es una antigua explotación a cielo abierto situada entre los municipios asturianos de Langreo y San Martín del Rey Aurelio (España). La aldea de La Braña'l Río (en la parroquia de Tuilla, Langreo) conserva hoy unos pocos habitantes. 

## Historia
En los años 70 la empresa pública Hunosa puso en marcha una gran explotación de carbón de hulla a cielo abierto cerca de Tuilla, que hizo desaparecer el pueblo de La Colebrera y más tarde el abandono de Casa'l Monte. La mina alteró por completo el paisaje durante los más de diez años que estuvo en activo, dando origen también a los Lagos de La Braña'l Río, tres lagos artificiales (uno de ellos en Langreo y dos en San Martín del Rey Aurelio) resultado de la actividad industrial.
En los últimos años se han llevado a cabo operaciones de reforestación mediante acebos, pinos y castaños por Hunosa con el objetivo de su explotación futura. En la zona se encuentran también áreas recreativas y alojamientos rurales. Actualmente es zona forestal protegida.